# Günther Debusmann

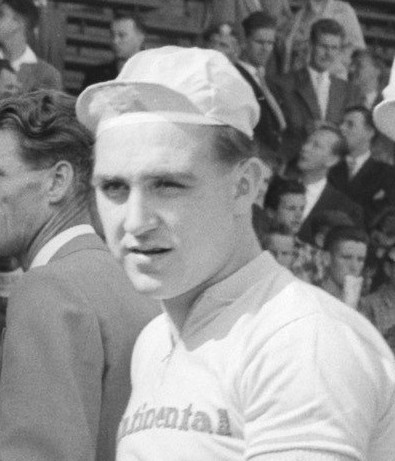
Günther Debusmann 1956

Günther Debusmann (* 12. Juni 1931 in Saarbrücken; † 6. Februar 2013 ebenda) war ein deutscher  Radrennfahrer und nationaler Meister im Radsport.

## Sportliche Laufbahn
Debusmann begann mit dem Radsport im Saarland zu einer Zeit, als das Saarland ein teilautonomer Staat mit einem eigenständigen Radsportverband war (1947 bis 1956). Er war Mitglied der saarländischen Nationalmannschaft und bestritt für diese Rundfahrten im europäischen Ausland und auch die UCI-Straßen-Weltmeisterschaften. Er gewann 1955 eine Etappe im Flèche du Sud und die Drei-Etappenfahrt von Wiesbaden. Nachdem das Saarland 1957 das zehnte Bundesland der Bundesrepublik Deutschland geworden war, startete er mit einer Lizenz des Bundes Deutscher Radfahrer (BDR). Von 1956 bis 1960 war er als Berufsfahrer aktiv. Er begann im Radsportteam Bauer.
Anfang 1957 wurde er deutscher Meister im Querfeldeinrennen vor Rolf Wolfshohl; 1958 und 1959 gewann er jeweils die Bronzemedaille, 1960 Silber hinter Wolfshohl. 1954 gewann er den saarländischen Meistertitel im Querfeldeinrennen. Bei den UCI-Weltmeisterschaften im Querfeldeinrennen 1956 und 1957 wurde er jeweils 14., 1960 15. 1958 startete er in der Tour de France im gemischten Team Deutschland-Schweiz. Er schied auf der 6. Etappe aus der Rundfahrt aus. 1957 war er am Start der Tour de Suisse, beendete die Rundfahrt aber vorzeitig.

## Berufliches
Nach seiner sportlichen Laufbahn betrieb er in Saarbrücken ein Fahrradgeschäft.